# Thua Thien Hué
Thua Thien Hué (på vietnamesiska Thừa Thiên Huế) är en provins i centrala Vietnam. Provinsen består av stadsdistriktet Hué (huvudstaden) och åtta landsbygdsdistrikt: A Luoi, Huong Thuy, Huong Tra, Nam Dong, Phong Dien, Phu Loc, Phu Vang samt Quag Dien. 